# Susann von Lojewski
Susann von Lojewski (* 17. September 1964 in Frankfurt am Main) ist eine deutsche Journalistin.

## Leben
Ihr Vater war der deutsche Journalist Günther von Lojewski. Von 1983 bis 1988 absolvierte sie ein Studium der Neueren und Mittelalterlichen Geschichte sowie der Kommunikationswissenschaften an der Ludwig-Maximilians-Universität München. Von 1990 bis 1996 war sie Redakteurin beim Fernsehsender Sat.1 im Hauptstadtstudio Bonn. Von 2017 bis 2021 war sie als Redakteurin und Reporterin im ZDF-Landesstudio Baden-Württemberg tätig. Von 1996 bis 2017 war sie Chefin vom Dienst, Planerin und Autorin beim ZDF-Magazin ML Mona Lisa. Sie ist seit August 2021 Leiterin des ZDF-Studios Nairobi. Lojewski ist verheiratet und hat drei Kinder.